# Andoy (Namen)
Andoy is een dorp binnen Wierde, dat een zelf een deelgemeente is van Namen, in België. Het ligt op 7 km ten zuidoosten van de Waalse hoofdstad, ingeklemd tussen de E411 en de N4. Wierde was tot de gemeentelijke herindeling van 1977 een afzonderlijke gemeente. Andoy zelf was slechts een korte tijd, tussen 1795 en 1808, een zelfstandige gemeente totdat het bij Wierde werd gevoegd. Vandaar dat men de gemeente soms nog aangeduid ziet staan met de naam Andoy-Wierde. Andoy telt circa 250 inwoners.
Het 18e-eeuwse Château d'Andoy ligt op vijfhonderd meter afstand van de dorpskern in een park. Het was eigendom van de Chevalier (Ridder) de Moreau. In het kasteel werd de kerkhistoricus Edouard de Moreau geboren op 26 augustus 1879; hij overleed in Leuven op 2 maart 1952.
De kerk, die de centrale plaats in de dorpskern domineert, was tot 1840 gewijd aan Saint-Quentin. De oude, sinds 1789 niet meer in gebruik zijnde kerk werd aan de r.k. kerkfabriek geschonken door de Chevalier de Moreau in 1828 en voornamelijk op zijn kosten herbouwd. Nadat die werken in 1840 afgerond waren, werd de kerk gewijd aan de heilige Alfonsus van Liguori. De kerkfabriek vergrootte het gebouw in 1872 en plaatste er het jaar daarop ook orgels in. De eveneens in 1789 verlaten pastorie, daterend uit de eerste helft van de 18e eeuw, was ook in 1828 aan de kerk geschonken door de Chevalier de Moreau.
In Andoy ligt het Fort van Andoy op 220 m hoogte, een fortificatie gebouwd in 1888-1892, die deel uitmaakt van de ring van verdedigingswerken rond de stad Namen. Het beschermde zowel de Maasvallei als de spoorlijn Namen-Ciney-Marche tegen aanvallen uit het zuidoosten. Aan het begin van de Eerste Wereldoorlog kwam het fort bij de eerste Duitse aanvalsgolf, die begon op 21 augustus 1914, zwaar onder vuur te liggen.

## Afbeeldingen

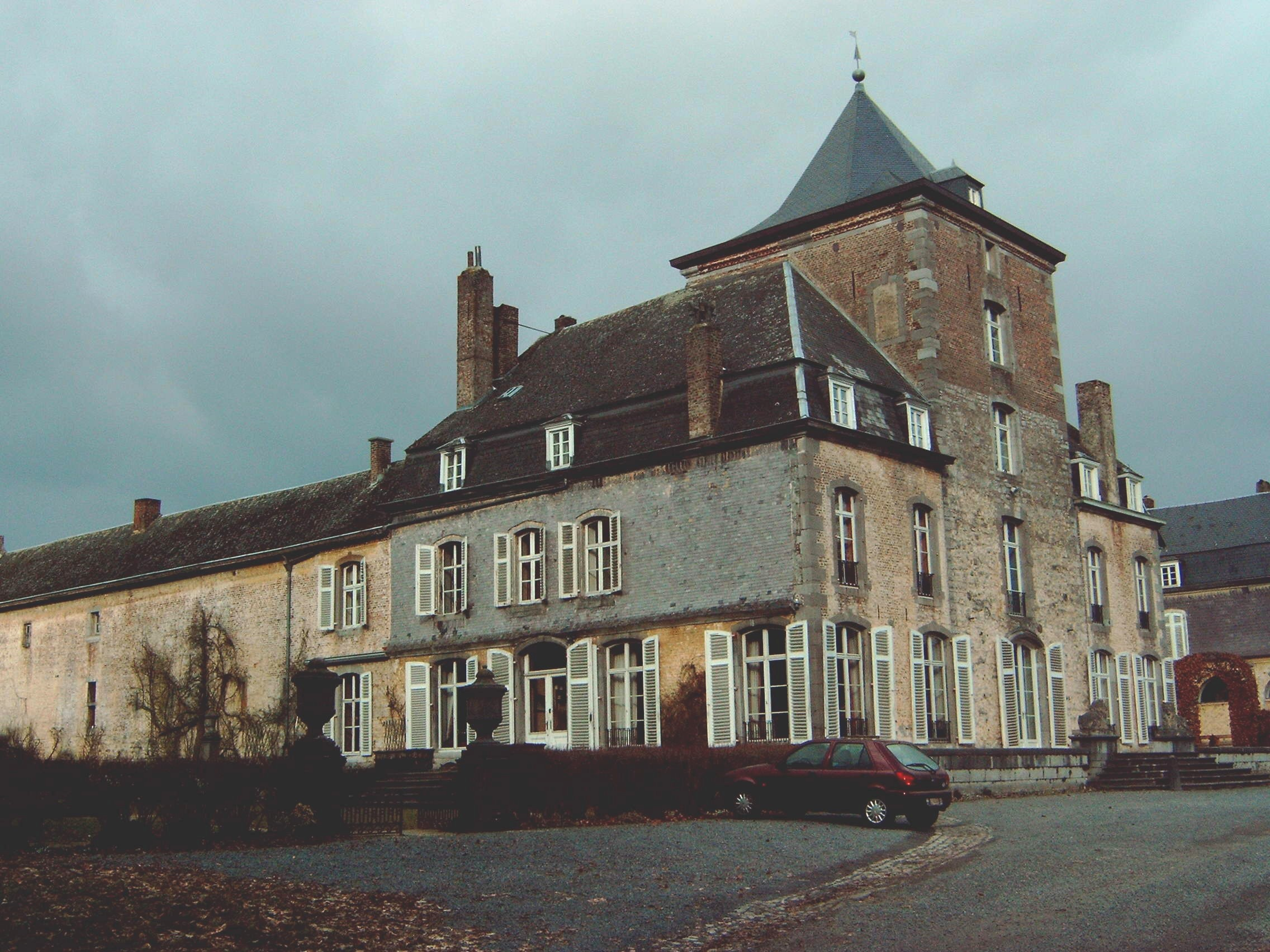
Het kasteel van Andoy
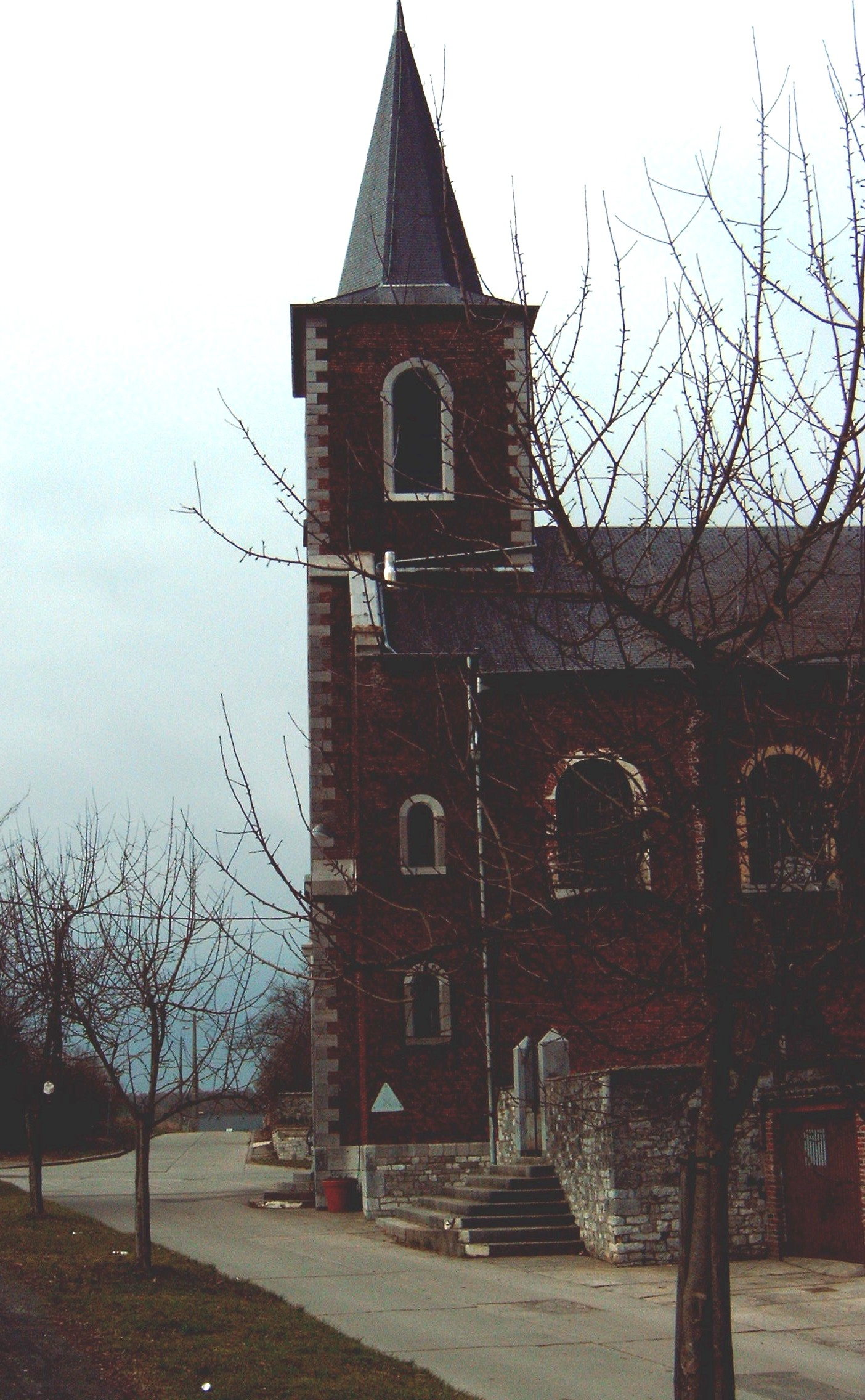
De kerk van de H. Alfonsus de Liguori in Andoy
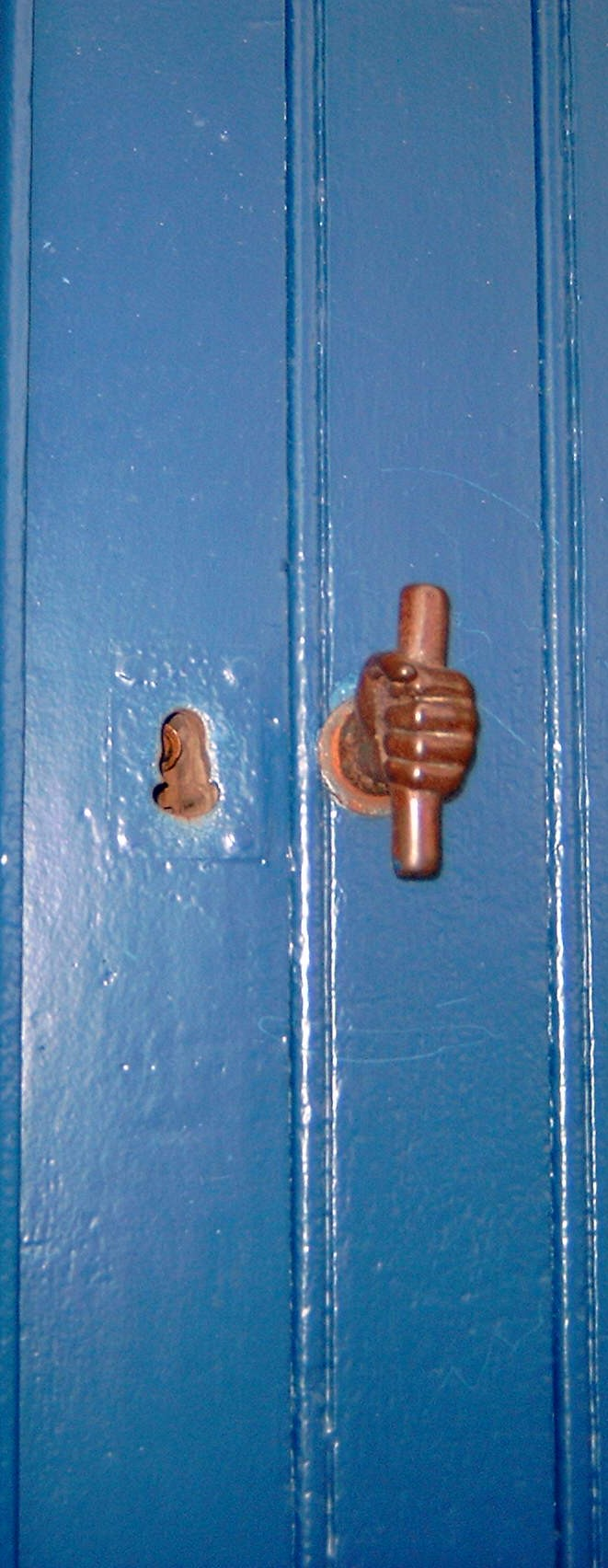
Detail van de kerkdeur
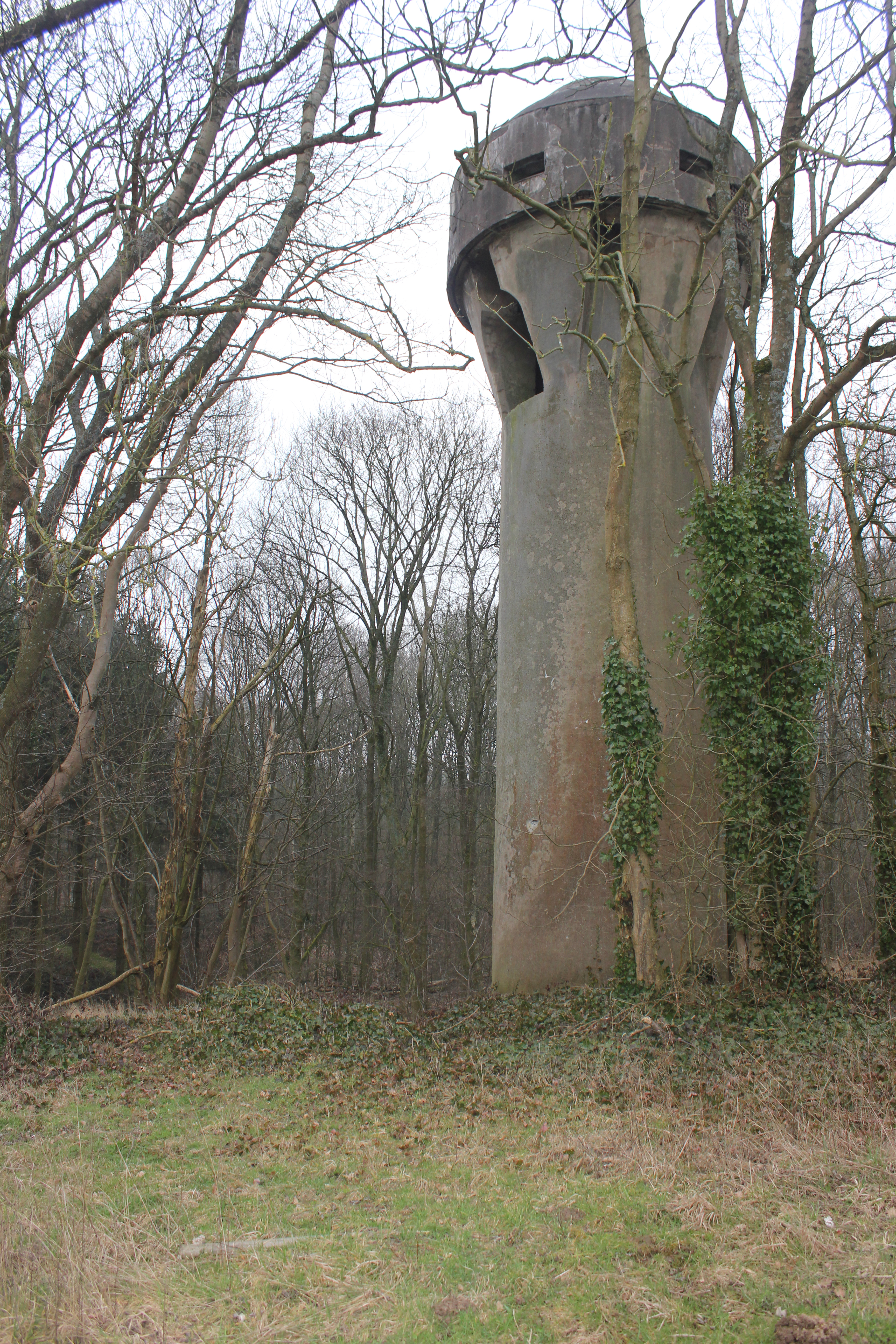
Ventilatietoren van het fort, gebouwd in het interbellum